# Copa Libertadores 2015
Copa Libertadores 2015 – 56. edycja Copa Libertadores.
W pięćdziesiątej szóstej edycji Copa Libertadores udział wzięło 38 klubów reprezentujących wszystkie kraje zrzeszone w CONMEBOL oraz Meksyk, będący członkiem CONCACAF. Dwa najsilniejsze państwa, Brazylia i Argentyna, wystawiły najwięcej klubów – Argentyna 6, a Brazylia 5. Reszta państw wystawiła w turnieju po 3 kluby.
Broniący tytułu klub San Lorenzo de Almagro odpadł już w fazie grupowej, przegrywając rywalizację z dwoma klubami brazylijskimi – Corinthians Paulista i São Paulo FC. Obaj pogromcy obrońcy tytułu odpadli już w 1/8 finału. São Paulo wyeliminowany został po rzutach karnych przez Cruzeiro EC, a Corinthians odpadł w walce z paragwajskim klubem Club Guaraní, przegrywając oba mecze i nie zdobywając w nich żadnej bramki. Cruzeiro w ćwierćfinale uległ drużynie River Plate, a Guaraní okazał wyższość nad zespołem Racing Club de Avellaneda. W półfinale River Plate pokonał w dwumeczu drużynę Guaraní, a w finale rozprawił się zdecydowanie z meksykańską drużyną Tigres UANL Monterrey.
W rundzie wstępnej 56 edycji Copa Libertadores 12 klubów podzielono na 6 par. Zwycięzcy dwumeczów awansowali do fazy grupowej.
W fazie grupowej 32 kluby podzielono na 8 grup liczących po 4 drużyny. Do 1/8 finału awansowały po dwa najlepsze kluby z każdej grupy.
W 1/8 finału wylosowano osiem par, które wyłoniły ośmiu ćwierćfinalistów. W ćwierćfinale wylosowano cztery pary, które wyłoniły czterech półfinalistów. W półfinale dwie pary wyłoniły dwóch finalistów.
W ćwierćfinale znalazły się 2 kluby brazylijskie oraz 2 kluby z Argentyny. Ekwador, Kolumbia, Meksyk i Paragwaj wprowadziły do najlepszej ósemki po jednym klubie. W półfinale Argentyna, Brazylia, Meksyk i Paragwaj miały po jednym klubie. W finale argentyński klub River Plate po bezbramkowym remisie na wyjeździe pokonał u siebie 3:0 meksykański klub Tigres UANL Monterrey, sięgając po najwyższe klubowe trofeum Ameryki Południowej po raz trzeci.
Trzy państwa nie zdołały wprowadzić choćby jednej drużyny do 1/8 finału. Były to Chile, Peru i Wenezuela.

## 1/32 finału: Runda wstępna
| Alianza Lima – CA Huracán 0:4 i 0:0 - 03.02 0:1 Ramón Darío Ábila 4, 0:2 Alejandro Romero Gamarra 38, 0:3 Patricio Daniel Toranzo 75, 0:4 Patricio Daniel Toranzo 79 - 10.02 0:0                                                                                |
| Monarcas Morelia – Club The Strongest 1:1 i 0:2 - 03.02 0:1 Pablo Daniel Escobar 8, 1:1 David Depetris 35 - 10.02 0:1 Pablo Daniel Escobar 85, 0:2 Pablo Daniel Escobar 88                                                                                      |
| Corinthians Paulista – Once Caldas 4:0 i 1:1 - 04.02 1:0 Emerson Sheik 1, 2:0 Felipe 54, 3:0 Elias 69, 4:0 Fagner 78 - 11.02 1:0 Elias 14, 1:1 Johan Leandro Arango 57                                                                                          |
| Táchira San Cristóbal – Cerro Porteño 2:1 i 2:2 - 04.02 1:0 Carlos Javier López 11, 2:0 Jorge Alberto Rojas 18, 2:1 Jonathan Fabbro 49 - 11.02 0:1 Jonathan Fabbro 39k, 1:1 Gelmin Javier Rivas 55, 1:2 Cecilio Andrés Domínguez 60, 2:2 Gelmin Javier Rivas 61 |
| CD Palestino – Club Nacional de Football 1:0 i 1:2 - 05.02 1:0 Diego Rosende Lagos 69 - 12.02 1:0 Renato Andrés Ramos 37, 1:1 Germán Andrés Lanaro 41s, 1:2 Gastón Rodrigo Pereiro 44                                                                           |
| Independiente José Terán Sangolquí – Estudiantes La Plata 1:0 i 0:4 - 05.02 1:0 Mario Pineida 79 - 12.02 0:1 Leandro Desábato 12, 0:2 Guido Carrillo 28, 0:3 Leandro Desábato 50, 0:4 Arturo Mina 90+1s                                                         |

## 1/16 finału: Faza grupowa

### Grupa 1
| 17.02 Atlas Guadalajara – Independiente Santa Fe 0:1 (0:0) - 0:1 Luis Carlos Arias 77                                                                                      |
| 18.02 CSD Colo-Colo – Clube Atlético Mineiro 2:0 (1:0) - 1:0 Felipe Flores 39, 2:0 Esteban Paredes 66                                                                      |
| 25.02 Clube Atlético Mineiro – Atlas Guadalajara 0:1 (0:0) - 0:1 Christian Suárez 86                                                                                       |
| 26.02 Independiente Santa Fe – CSD Colo-Colo 3:1 (2:0) - 1:0 Wilson David Morelo 34, 2:0 Wilson David Morelo 43, 2:1 Humberto Suazo 51k, 3:1 Wilson David Morelo 65        |
| 04.03 CSD Colo-Colo – Atlas Guadalajara 2:0 (0:0) - 1:0 Esteban Paredes 68, 2:0 Esteban Paredes 90                                                                         |
| 18.03 Independiente Santa Fe Bogota – Clube Atlético Mineiro 0:1 (0:0) - 0:1 Lucas David Pratto 58                                                                         |
| 07.04 Atlas Guadalajara – CSD Colo-Colo 1:3 (1:1) - 0:1 Esteban Paredes 9, 1:1 Juan Carlos Medina 19k, 1:2 Esteban Paredes 83, 1:3 José Leonardo Cáceres 90+2              |
| 09.04 Clube Atlético Mineiro – Independiente Santa Fe Bogota 2:0 (1:0) - 1:0 Carlos 12, Guilherme 90                                                                       |
| 15.04 Atlas Guadalajara – Clube Atlético Mineiro 1:0 (1:0) - 1:0 Arturo González 39                                                                                        |
| 15.04 CSD Colo-Colo – Independiente Santa Fe 0:3 (0:1) - 0:1 Luis Alfonso Páez 30, 0:2 Omar Sebastián Pérez 46, 0:3 Yerry Fernando Mina 67                                 |
| 22.04 Clube Atlético Mineiro – CSD Colo-Colo 2:0 (1:0) - 1:0 Lucas David Pratto 18, 2:0 Rafael Carioca 79                                                                  |
| 22.04 Independiente Santa Fe – Atlas Guadalajara 3:1 (2:0) - 1:0 Omar Sebastián Pérez 20, 2:0 Juan Daniel Roa 30, 2:1 Walter Kannemann 60, 3:1 Yamilson Alexis Rivera 90+2 |

| Poz | Klub                          | Mecze | Zw | Rem | Por | Pkt | BrZd | BrStr |
| --- | ----------------------------- | ----- | -- | --- | --- | --- | ---- | ----- |
| 1   | Independiente Santa Fe Bogota | 6     | 4  | 0   | 2   | 12  | 10   | 5     |
| 2   | Clube Atlético Mineiro        | 6     | 3  | 0   | 3   | 9   | 5    | 4     |
| 3   | CSD Colo-Colo                 | 6     | 3  | 0   | 3   | 9   | 8    | 9     |
| 4   | Atlas Guadalajara             | 6     | 2  | 0   | 4   | 6   | 4    | 9     |

### Grupa 2
| 18.02 Corinthians Paulista – São Paulo FC 2:0 (1:0) - 1:0 Elias 11, 2:0 Jádson 67                                                                     |
| 19.02 Danubio FC – San Lorenzo de Almagro 1:2 (1:0) - 1:0 Matías Gastón Castro 10, 1:1 Mauro Matos 85, 1:2 Mauro Cetto 87                             |
| 25.02 São Paulo FC – Danubio FC 4:0 (2:0) - 1:0 Pato 3, 2:0 Pato 40, 3:0 Reinaldo 69, 4:0 Jonathan Cafu 88                                            |
| 04.03 San Lorenzo de Almagro – Corinthians Paulista 0:1 (0:0) - 0:1 Elias 65                                                                          |
| 17.03 Danubio FC – Corinthians Paulista 1:2 (0:0) - 0:1 José Paolo Guerrero 70, 0:2 Felipe 79, 1:2 Gonzalo Barreto 90+3                               |
| 18.03 São Paulo FC – San Lorenzo de Almagro 1:0 (0:0) - 1:0 Michel Bastos 89                                                                          |
| 01.04 San Lorenzo de Almagro – São Paulo FC 1:0 (0:0) - Martín Cauteruccio 70                                                                         |
| 01.04 Corinthians Paulista – Danubio FC 4:0 (2:0) - 1:0 Jádson 26, 2:0 José Paolo Guerrero 32, 3:0 José Paolo Guerrero 46, 4:0 José Paolo Guerrero 67 |
| 15.04 Danubio FC – São Paulo FC 1:2 (0:0) - 1:0 Leandro Nicolás Sosa 47, 1:1 Pato 60, 1:2 Ricardo Centurión 90                                        |
| 16.04 Corinthians Paulista – San Lorenzo de Almagro 0:0                                                                                               |
| 22.04 San Lorenzo de Almagro – Danubio FC 0:1 (0:0) - 0:1 Agustín Viana 88                                                                            |
| 22.04 São Paulo FC – Corinthians Paulista 2:0 (2:0) - 1:0 Luís Fabiano 31, 2:0 Michel Bastos 39                                                       |

| Poz | Klub                    | Mecze | Zw | Rem | Por | Pkt | BrZd | BrStr |
| --- | ----------------------- | ----- | -- | --- | --- | --- | ---- | ----- |
| 1   | SC Corinthians Paulista | 6     | 4  | 1   | 1   | 13  | 9    | 3     |
| 2   | São Paulo FC            | 6     | 4  | 0   | 2   | 12  | 9    | 4     |
| 3   | San Lorenzo de Almagro  | 6     | 2  | 1   | 3   | 7   | 3    | 4     |
| 4   | Danubio FC              | 6     | 1  | 0   | 5   | 3   | 4    | 14    |

### Grupa 3
| 24.02 CA Huracán – Mineros Guayana 2:2 (1:1) 0:1 Zamir Valoyes 21, 1:1 Lucas Villarruel 27, 1:2 Zamir Valoyes 81k, 2:2 Eduardo Rodrigo Domínguez 88k |
| 25.02 Universitario Sucre – Cruzeiro EC 0:0 |
| 03.03 Mineros Guayana – Universitario Sucre 0:1 (0:0) - 0:1 Leonardo Castro 73                                                                       |
| 03.03 Cruzeiro EC – CA Huracán 0:0 |
| 10.03 Universitario Sucre – CA Huracán 0:0 |
| 19.03 Mineros Guayana – Cruzeiro EC 0:2 (0:1) - 0:1 Leandro Damião 10, 0:2 Marquinhos 82                                                             |
| 08.04 CA Huracán – Universitario Sucre 1:1 (1:1) - 1:0 Ramón Darío Ábila 34, 1:1 Miguel Suárez 39                                                    |
| 08.04 Cruzeiro EC – Mineros Guayana 3:0 (2:0) - 1:0 Giorgian de Arrascaeta 12, 2:0 Leandro Damião 14, 3:0 Henrique 72                                |
| 14.04 CA Huracán – Cruzeiro EC 3:1 (2:0) - 1:0 Ramón Darío Ábila 14, 2:0 Ramón Darío Ábila 25, 2:1 Leandro Damião 60k, 3:1 Federico Mancinelli 62    |
| 14.04 Universitario Sucre – Mineros Guayana 2:0 (0:0) - 1:0 Leonardo Castro 45+1, 2:0 Miguel Suárez 84                                               |
| 21.04 Cruzeiro EC – Universitario Sucre 2:0 (1:0) - 1:0 Willian 37, 2:0 Léo 56                                                                       |
| 21.04 Mineros Guayana – CA Huracán 3:0 (2:0) - 1:0 Zamir Valoyes 9, 2:0 Zamir Valoyes 39, 3:0 Rafael Eduardo Acosta 64                               |

| Poz | Klub                | Mecze | Zw | Rem | Por | Pkt | BrZd | BrStr |
| --- | ------------------- | ----- | -- | --- | --- | --- | ---- | ----- |
| 1   | Cruzeiro EC         | 6     | 3  | 2   | 1   | 11  | 8    | 3     |
| 2   | Universitario Sucre | 6     | 2  | 3   | 1   | 9   | 4    | 3     |
| 3   | CA Huracán          | 6     | 1  | 4   | 1   | 7   | 6    | 7     |
| 4   | Mineros Guayana     | 6     | 1  | 1   | 4   | 4   | 5    | 10    |

### Grupa 4
| 17.02 Club Universidad de Chile – Emelec Guayaquil 0:1 (0:0) - 0:1 Miller Bolaños 63 |
| 17.02 Club The Strongest – SC Internacional 3:1 (2:0) - 1:0 Alejandro Chumacero 10, 2:0 Diego Wayar 14, 2:1 Andrés D’Alessandro 48k, 3:1 Alejandro Chumacero 85 |
| 24.02 Emelec Guayaquil – Club The Strongest 3:0 (2:0) - 1:0 Miller Bolaños 3, 2:0 Mauro Raúl Fernández 23, 3:0 Ángel Mena 68 |
| 26.02 SC Internacional – Club Universidad de Chile 3:1 (1:0) - 1:0 Andrés D’Alessandro 45+1k, 2:0 Jorge Henrique 60, 2:1 Gustavo Canales 66, 3:1 Eduardo Sasha 77 |
| 04.03 SC Internacional – Emelec Guayaquil 3:2 (1:2) - 1:0 Nilmar 10, 1:1 Robert Javier Burbano 22, 1:2 Ángel Mena 45+1, 2:2 Alex 59, 3:2 Réver 82 |
| 05.03 Club Universidad de Chile – Club The Strongest 3:1 (1:1) - 0:1 Pablo Daniel Escobar 16, 1:1 Gustavo Rubén Lorenzetti 19, 2:1 Sebastián Ubilla 70, 3:1 Gustavo Canales 77 |
| 17.03 Club The Strongest – Club Universidad de Chile 5:3 (1:1) - 0:1 Leandro Iván Benegas 21, 1:1 Germán Marcos Centurión 45, 2:1 Raúl Castro Peñaloza 50, 3:1 Ernesto Cristaldo 68, 3:2 Sebastián Ubilla 70, 3:3 Mathías Corujo 71, 4:3 Luis Martelli 72, 5:3 Rodrigo Luis Ramallo 86 |
| 18.03 Emelec Guayaquil – SC Internacional 1:1 (1:0) - 1:0 Ángel Mena 31, 1:1 Vitinho 55 - mecz rozegrany został w mieście Manta |
| 15.04 Club The Strongest – Emelec Guayaquil 1:0 (0:0) - 1:0 Alejandro Chumacero 57 |
| 16.04 Club Universidad de Chile – SC Internacional 0:4 (0:3) - 0:1 Nilmar 9, 0:2 Eduardo Sasha 12, 0:3 Nilmar 31, 0:4 Valdívia 58 |
| 22.04 Emelec Guayaquil – Club Universidad de Chile 2:0 (1:0) - 1:0 Miller Bolaños 41 2:0 Miller Bolaños 62 |
| 22.04 SC Internacional – Club The Strongest 1:0 (1:0) - 1:0 Valdívia 40 |

| Poz | Klub                      | Mecze | Zw | Rem | Por | Pkt | BrZd | BrStr |
| --- | ------------------------- | ----- | -- | --- | --- | --- | ---- | ----- |
| 1   | SC Internacional          | 6     | 4  | 1   | 1   | 13  | 13   | 7     |
| 2   | Emelec Guayaquil          | 6     | 3  | 1   | 2   | 10  | 9    | 5     |
| 3   | Club The Strongest        | 6     | 3  | 0   | 3   | 9   | 10   | 11    |
| 4   | Club Universidad de Chile | 6     | 1  | 0   | 5   | 3   | 7    | 16    |

### Grupa 5
| 17.02 Montevideo Wanderers – Zamora Barinas 3:2 (1:1) - 0:1 Jhon Eduard Murillo 25, 1:1 Gastón Rodríguez Maeso 45+1, 1:2 Arles Eduardo Flores 53, 2:2 Nicolás Gabriel Albarracín 78k, 3:2 Leandro Federico Reymúndez 81         |
| 18.02 CD Palestino – Boca Juniors 0:2 (0:1) - 0:1 Andrés Eliseo Chávez 37, 0:2 Sebastián Alberto Palacios 68 |
| 26.02 Boca Juniors – Montevideo Wanderers 2:1 (2:1) - 1:0 Juan Cruz Komar 32, 1:1 Diego Nicolás Riolfo 33, 2:1 Dani Osvaldo 42                                                                                                  |
| 26.02 Zamora Barinas – CD Palestino 0:1 (0:1) - 0:1 Alejandro Samuel Márquez 44 |
| 10.03 Montevideo Wanderers – CD Palestino 1:0 (1:0) - 1:0 Matías Joaquín Santos 22 |
| 11.03 Boca Juniors – Zamora Barinas 5:0 (3:0) - 1:0 Marcelo Meli 7, 2:0 Nicolás Lodeiro 14, 3:0 Federico Carrizo 36, 4:0 Dani Osvaldo 68, 5:0 Dani Osvaldo 81k                                                                  |
| 17.03 Zamora Barinas – Boca Juniors 1:5 (1:0) - 1:0 Jhon Eduard Murillo 17, 1:1 Juan Manuel Martínez 51, 1:2 Nicolás Carlos Colazo 57, 1:3 Nicolás Carlos Colazo 70, 1:4 Andrés Eliseo Chávez 77, 1:5 Juan Manuel Martínez 90+1 |
| 19.03 CD Palestino – Montevideo Wanderers 1:1 (0:1) - 0:1 Alex Silva Quiroga 35, 1:1 Jason Alejandro Silva 65 |
| 07.04 CD Palestino – Zamora Barinas 4:0 (0:0) - 1:0 Diego Cháves de Miquelerena 46, 2:0 Leonardo Felipe Valencia 67, 3:0 Diego Cháves de Miquelerena 84, 4:0 Mathías Vidangossy 87                                              |
| 09.04 Montevideo Wanderers – Boca Juniors 0:3 (0:1) - 0:1 Jonathan Calleri 8, 0:2 Jonathan Calleri 48, 0:3 Luciano Monzón 73 |
| 16.04 Boca Juniors – CD Palestino 2:0 (0:0) - 1:0 Leandro Marín 81, 2:0 Jonathan Calleri 90+2 |
| 16.04 Zamora Barinas – Montevideo Wanderers 0:3 (0:1) - 0:1 Matías Joaquín Santos 33, 0:2 Nicolás Gabriel Albarracín 63, 0:3 Gastón Rodríguez Maeso 87                                                                          |

| Poz | Klub                 | Mecze | Zw | Rem | Por | Pkt | BrZd | BrStr |
| --- | -------------------- | ----- | -- | --- | --- | --- | ---- | ----- |
| 1   | Boca Juniors         | 6     | 6  | 0   | 0   | 18  | 19   | 2     |
| 2   | Montevideo Wanderers | 6     | 3  | 1   | 2   | 10  | 9    | 8     |
| 3   | CD Palestino         | 6     | 2  | 1   | 3   | 7   | 6    | 6     |
| 4   | Zamora Barinas       | 6     | 0  | 0   | 6   | 0   | 3    | 21    |

### Grupa 6
| 18.02 Tigres UANL Monterrey – Juan Aurich Chiclayo 3:0 (1:0) - 1:0 Joffre Guerrón 37, 2:0 Joffre Guerrón 58, 3:0 Jesús Dueñas 64 |
| 19.02 CD San José – River Plate 2:0 (0:0) - 1:0 Ángel Reinaldo Orué 80, 2:0 Gabriel Valverde Rivera 87 |
| 05.03 River Plate – Tigres UANL Monterrey 1:1 (0:1) - 0:1 Joffre Guerrón 40, 1:1 Carlos Andrés Sánchez 72 |
| 05.03 Juan Aurich Chiclayo – CD San José 2:0 (2:0) - 1:0 César Valoyes 5, 2:0 Christian Ramos 22 |
| 11.03 CD San José – Tigres UANL Monterrey 0:1 (0:1) - 0:1 Amaury Escoto 38 |
| 12.03 Juan Aurich Chiclayo – River Plate 1:1 (0:1) - 0:1 Éder Álvarez Balanta 21, 1:1 Luis Tejada 66 |
| 17.03 Tigres UANL Monterrey – CD San José 4:0 (2:0) - 1:0 Joffre Guerrón 1, 2:0 Rafael Sóbis 19, 3:0 Egidio Arévalo Ríos 77, 4:0 Rafael Sóbis 84 |
| 19.03 River Plate – Juan Aurich Chiclayo 1:1 (1:0) - 1:0 Gabriel Mercado 25, 1:1 Marcos Abner Delgado 89 |
| 07.04 CD San José – Juan Aurich Chiclayo 1:1 (1:1) - 1:0 Abdón Reyes 34, 1:1 Marcos Abner Delgado 41 |
| 08.04 Tigres UANL Monterrey – River Plate 2:2 (1:0) - 1:0 Egidio Arévalo Ríos 11, 2:0 Damián Álvarez 68, 2:1 Teófilo Gutiérrez 86, 2:2 Rodrigo Mora 89 |
| 15.04 Juan Aurich Chiclayo – Tigres UANL Monterrey 4:5 - 0:1 Enrique Esqueda 10, 1:1 Germán Pacheco 13, 1:2 Enrique Esqueda 16, 2:2 Luis Tejada 42, 3:2 Luis Tejada 51k, 3:3 Dieter Villalpando 66, 3:4 Enrique Esqueda 73, 4:4 Germán Pacheco 82, 4:5 Jonathan Espericueta 81 |
| 15.04 River Plate – CD San José 3:0 (1:0) - 1:0 Rodrigo Mora 42, 2:0 Rodrigo Mora 52k, 3:0 Teófilo Gutiérrez 54 |

| Poz | Klub                  | Mecze | Zw | Rem | Por | Pkt | BrZd | BrStr |
| --- | --------------------- | ----- | -- | --- | --- | --- | ---- | ----- |
| 1   | Tigres UANL Monterrey | 6     | 4  | 2   | 0   | 14  | 16   | 7     |
| 2   | River Plate           | 6     | 1  | 4   | 1   | 7   | 8    | 7     |
| 3   | Juan Aurich Chiclayo  | 6     | 1  | 3   | 2   | 6   | 9    | 11    |
| 4   | CD San José           | 6     | 1  | 1   | 4   | 4   | 3    | 11    |

### Grupa 7
| 19.02 Club Libertad – Atlético Nacional 2:2 (2:1) - 0:1 Pablo Zeballos 4, 1:1 Jorge Daniel González Marquet 20, 2:1 Hernán Rodrigo López 33k, 2:2 Luis Carlos Ruiz 59k   |
| 25.02 Estudiantes La Plata – Barcelona SC 3:0 (2:0) - 1:0 Guido Carrillo 16, 2:0 Guido Carrillo 36, 3:0 Guido Carrillo 74                                                |
| 03.03 Barcelona SC – Club Libertad 0:1 (0:0) - 0:1 Jorge Eduardo Recalde 77                                                                                              |
| 05.03 Atlético Nacional – Estudiantes La Plata 1:1 (1:0) - 1:0 Pablo Zeballos 42, 1:1 Leonardo Jara 68                                                                   |
| 11.03 Barcelona SC – Atlético Nacional 1:2 (1:0) - 1:0 Brahian Alemán 1, 1:1 Alejandro Guerra 65, 1:2 Luis Carlos Ruiz 90+4                                              |
| 12.03 Club Libertad – Estudiantes La Plata 1:0 (0:0) - 1:0 Santiago Tréllez 62                                                                                           |
| 18.03 Estudiantes La Plata – Club Libertad 1:0 (0:0) - 1:0 Guido Carrillo 79                                                                                             |
| 19.03 Atlético Nacional – Barcelona SC 2:3 (1:1) - 1:0 Jairo Fabián Palomino 26, 1:1 Ely Esterilla 37, 1:2 Brahian Alemán 46, 1:3 Brahian Alemán 51, 2:3 Yulián Mejía 70 |
| 09.04 Estudiantes La Plata – Atlético Nacional 0:1 (0:1) - 0:1 Yulián Mejía 36                                                                                           |
| 09.04 Club Libertad – Barcelona SC 1:1 (0:1) - 0:1 Ely Esterilla 9, 1:1 Pedro Benítez 57                                                                                 |
| 21.04 Atlético Nacional – Club Libertad 4:0 (1:0) - 1:0 Yulián Mejía 28, 2:0 Luis Carlos Ruiz 50, 3:0 Luis Carlos Ruiz 52, 4:0 Jonathan Copete 72                        |
| 21.04 Barcelona SC – Estudiantes La Plata 0:2 (0:0) - 0:1 Luciano Federico Acosta 77, 0:2 Guido Carrillo 82                                                              |

| Poz | Klub                 | Mecze | Zw | Rem | Por | Pkt | BrZd | BrStr |
| --- | -------------------- | ----- | -- | --- | --- | --- | ---- | ----- |
| 1   | Atlético Nacional    | 6     | 3  | 2   | 1   | 11  | 12   | 7     |
| 2   | Estudiantes La Plata | 6     | 3  | 1   | 2   | 10  | 7    | 3     |
| 3   | Club Libertad        | 6     | 2  | 2   | 2   | 8   | 5    | 8     |
| 4   | Barcelona SC         | 6     | 1  | 1   | 4   | 4   | 5    | 11    |

### Grupa 8
| 17.02 Táchira San Cristóbal – Racing Club de Avellaneda 0:5 (0:2) - 0:1 Luciano Lollo 20, 0:2 Gustavo Leonardo Bou 39, 0:3 Gustavo Leonardo Bou 52, 0:4 Diego Milito 55, 0:5 Gustavo Leonardo Bou 68                                                         |
| 18.02 Club Guaraní – Club Sporting Cristal 2:2 (0:1) - 0:1 César Emanuel Pereyra 31, 0:2 Josepmir Ballón 47, 1:2 Fernando Fabián Fernández 69, 2:2 Federico Javier Santander 84                                                                              |
| 24.02 Racing Club de Avellaneda – Club Guaraní 4:1 (1:0) - 1:0 Gustavo Leonardo Bou 43, 2:0 Diego Milito 48, 2:1 Federico Javier Santander 64, 3:1 Gustavo Leonardo Bou 78, 4:1 Gustavo Leonardo Bou 81                                                      |
| 24.02 Club Sporting Cristal – Táchira San Cristóbal 1:1 (1:0) - 1:0 Carlos Lobatón 26, 1:1 César Eduardo González 87 |
| 10.03 Club Guaraní – Táchira San Cristóbal 5:2 (4:1) - 1:0 Darío Ocampo 9, 1:1 César Eduardo González 16, 2:1 Jorge Darío Mendoza 34, 3:1 Federico Javier Santander 39k, 4:1 Julián Benítez 40, 4:2 Carlos Javier López 48, 5:2 Fernando Fabián Fernández 87 |
| 10.03 Racing Club de Avellaneda – Club Sporting Cristal 1:2 (0:0) - 0:1 Carlos Lobatón 58, 1:1 Brian Leonel Fernández 66, 1:2 Carlos Lobatón 80k |
| 17.03 Club Sporting Cristal – Racing Club de Avellaneda 0:2 (0:0) - 0:1 Diego Milito 76k, 0:2 Ezequiel Videla 88 |
| 18.03 Táchira San Cristóbal – Club Guaraní 1:1 (1:1) 1:0 César Eduardo González 20k, 1:1 Julián Benítez 41k |
| 07.04 Club Guaraní – Racing Club de Avellaneda 2:0 (0:0) - 1:0 Federico Javier Santander 66, 2:0 Marcelo Palau 80 |
| 08.04 Táchira San Cristóbal – Club Sporting Cristal 0:0 |
| 14.04 Racing Club de Avellaneda – Táchira San Cristóbal 3:2 (0:1) - 0:1 José Alí Meza 29, 0:2 José Alí Meza 48, 1:2 Diego Milito 57, 2:2 Gustavo Leonardo Bou 69, 3:2 Brian Leonel Fernández 90                                                              |
| 14.04 Club Sporting Cristal – Club Guaraní 1:1 (0:1) - 0:1 Federico Javier Santander 13, 1:1 Sergio Rubén Blanco 58 |

| Poz | Klub                      | Mecze | Zw | Rem | Por | Pkt | BrZd | BrStr |
| --- | ------------------------- | ----- | -- | --- | --- | --- | ---- | ----- |
| 1   | Racing Club de Avellaneda | 6     | 4  | 0   | 2   | 12  | 15   | 7     |
| 2   | Club Guaraní              | 6     | 2  | 3   | 1   | 9   | 12   | 10    |
| 3   | Club Sporting Cristal     | 6     | 1  | 4   | 1   | 7   | 6    | 7     |
| 4   | Táchira San Cristóbal     | 6     | 0  | 3   | 3   | 3   | 6    | 15    |

## 1/8 finału
| Universitario Sucre – Tigres UANL Monterrey 1:2 i 1:1 - 28.04 1:0 Ignacio González Barón 1, 1:1 Enrique Esqueda 54, 1:2 Damián Álvarez 62 - 05.05 1:0 Rubén de la Cuesta 1, 1:1 Rafael Sóbis 75k |
| Estudiantes La Plata – Independiente Santa Fe Bogota 2:1 i 0:2 - 05.05 1:0 Carlos Auzqui 20, 2:0 Guido Carrillo 29, 2:1 Wilson Morelo 80 - 12.05 0:1 Francisco Javier Meza 33, 0:2 Yamilson Rivera 79 |
| Club Guaraní – Corinthians Paulista2:0 i 1:0 - 06.05 1:0 Federico Javier Santander 59, 2:0 Alberto Cirilo Contrera 81 - 13.05 1:0 Fernando Fabián Fernández 90+1 |
| São Paulo FC – Cruzeiro EC 1:0 i 0:1, karne 3:4 - 06.05 1:0 Centurión 82 - 13.05 0:1 Leandro Damião 54 - karne: Rogério Ceni (+), Ganso (+), Souza (-), Luís Fabiano (-), Centurión (+), Lucão (-) – Leandro Damião (-), Marquinhos (+), Giorgian de Arrascaeta (+) Henrique (+), Manoel (-), Gabriel Xavier (+) |
| Clube Atlético Mineiro – SC Internacional 2:2 i 1:3 - 06.05 0:1 Lisandro López 2, 1:1 Douglas Santos 14, 1:2 Valdívia 60, 2:2 Leonardo Silva 90+4 - 13.05 0:1 Valdívia 21, 0:2 Andrés D’Alessandro 45, 1:2 Lucas David Pratto 58, 1:3 Lisandro López 80                                                          |
| Montevideo Wanderers – Racing Club de Avellaneda 1:1 i 1:2 - 07.05 1:0Matías Joaquín Santos 54, 1:1 Brian Leonel Fernández 86 - 14.05 0:1 Washington Camacho 15, 0:2 Gustavo Leonardo Bou 39, 1:2 Maximiliano Martín Olivera 89                                                                                  |
| River Plate – Boca Juniors 1:0 i vo - 07.05 1:0 Carlos Andrés Sánchez 81k - 14.05 vo (w przerwie rewanżowego meczu przy stanie 0:0 doszło do zamieszek na trybunach; klub Boca Juniors został zdyskwalifikowany)                                                                                                 |
| Emelec Guayaquil – Atlético Nacional 2:0 i 0:1 - 07.05 1:0 Emanuel Herrera 41, 2:0 Miller Bolaños 73 - 14.05 0:1 Alexis Héctor Henríquez 60 |

## 1/4 finału
| Emelec Guayaquil – Tigres UANL Monterrey 1:0 i 0:2 - 19.05 1:0 Miller Bolaños 65 - 26.05 0:1 Rafael Sóbis 5, 0:2 José Arturo Rivas 79                 |
| Independiente Santa Fe Bogota – SC Internacional 1:0 i 0:2 - 20.05 1:0 Dairon Mosquera 90+1 - 27.05 0:1 Juan 2, 0:2 Baldomero Perlaza 88s             |
| River Plate – Cruzeiro EC 0:1 i 3:0 - 21.05 0:1 Marquinhos 81 - 27.05 1:0 Carlos Andrés Sánchez 19, 2:0 Jonathan Maidana 45, 3:0 Teófilo Gutiérrez 51 |
| Club Guaraní – Racing Club de Avellaneda 1:0 i 0:0 - 21.05 1:0 Julián Benítez 84 - 28.05 0:0                                                          |

## 1/2 finału
| River Plate – Club Guaraní 2:0 i 1:1 - 14.07 1:0 Gabriel Mercado 59, 2:0 Rodrigo Mora 72 - 21.07 0:1 Fernando Fabián Fernández 61, 1:1 Lucas Nicolás Alario 78                                                                   |
| SC Internacional – Tigres UANL Monterrey 2:1 i 1:3 - 15.07 1:0 Andrés D’Alessandro 5, 2:0 Valdívia 10, 2:1 Hugo Ayala 23 - 22.07 0:1 André-Pierre Gignac 17, 0:2 Geferson 40s, 0:3 Egidio Arévalo Ríos 55, 1:3 Lisandro López 88 |

## Finał
| Tigres UANL Monterrey – River Plate 0:0 i 0:3 |
| 29.07 2015 Monterrey Estadio Universitario (40 000) Tigres UANL Monterrey – River Plate 0:0 Sędzia: Antonio Javier Arias (Paragwaj) Żółte kartki: Rafael Sóbis, Jürgen Damm / Leonel Vangioni, Gabriel Mercado, Leonardo Ponzio Czerwone kartki: – / Marcelo Gallardo 71 Club de Fútbol Tigres de la Universidad Autónoma de Nuevo León: Nahuel Guzmán – Israel Jiménez, Hugo Ayala (40 José Arturo Rivas), Juninho (k), Jorge Torres Nilo – Jürgen Damm, Egidio Arévalo Ríos (69 Jesús Dueñas), Guido Pizarro, Damián Álvarez – Rafael Sóbis, André-Pierre Gignac. Trener: Ricardo Ferretti Club Atlético River Plate: Marcelo Alberto Barovero (k) – Gabriel Mercado, Jonathan Maidana, Ramiro Funes Mori, Leonel Vangioni – Carlos Andrés Sánchez, Matías Kranevitter, Leonardo Ponzio (75 Lucho González), Tabaré Viudez (45 Nicolás Bertolo) – Rodrigo Mora (45 Gonzalo Nicolás Martínez), Lucas Nicolás Alario. Trener: Marcelo Gallardo. |
| 05.08 2015 Buenos Aires Estadio Monumental (69 000) River Plate – Tigres UANL Monterrey 3:0 (1:0) Sędzia: Darío Agustín Ubríaco (Urugwaj) Bramki: 1:0 Lucas Nicolás Alario 44, 2:0 Carlos Andrés Sánchez 74, 3:0 Ramiro Funes Mori 78 Żółte kartki: Lucas Nicolás Alario, Ramiro Funes Mori, Fernando Cavenaghi, Carlos Andrés Sánchez – Israel Jiménez, Juninho, André-Pierre Gignac, José Arturo Rivas, Jorge Torres Nilo Club Atlético River Plate: Marcelo Alberto Barovero – Camilo Mayada, Jonathan Maidana, Ramiro Funes Mori, Leonel Vangioni – Matías Kranevitter (81 Lucho González), Carlos Andrés Sánchez, Leonardo Ponzio, Nicolás Bertolo – Lucas Nicolás Alario (68 Sebastián Driussi), Fernando Cavenaghi (k) (76 Leonardo Nicolás Pisculichi). Trener: Matías Biscay Club de Fútbol Tigres de la Universidad Autónoma de Nuevo León: Nahuel Guzmán – Israel Jiménez (76 Joffre Guerrón), Juninho (k), José Arturo Rivas, Jorge Torres Nilo – Jürgen Damm, Guido Pizarro, Egidio Arévalo Ríos (63 Jesús Dueñas) – Rafael Sóbis, André-Pierre Gignac, Javier Aquino. Trener: Ricardo Ferretti. |

## Klasyfikacja strzelców bramek
| Gole | Piłkarz                   | Klub                          |
| ---- | ------------------------- | ----------------------------- |
| 8    | Gustavo Leonardo Bou      | Racing Club de Avellaneda     |
| 7    | Guido Carrillo            | Estudiantes La Plata          |
| 6    | Miller Bolaños            | Emelec Guayaquil              |
| 6    | Federico Javier Santander | Club Guaraní                  |
| 5    | Esteban Paredes           | CSD Colo-Colo                 |
| 5    | Valdívia                  | SC Internacional              |
| 4    | Ramón Darío Ábila         | CA Huracán                    |
| 4    | Andrés D’Alessandro       | SC Internacional              |
| 4    | Elias                     | SC Corinthians Paulista       |
| 4    | Pablo Daniel Escobar      | Club The Strongest            |
| 4    | Enrique Esqueda           | Tigres UANL Monterrey         |
| 4    | Fernando Fabián Fernández | Club Guaraní                  |
| 4    | José Paolo Guerrero       | SC Corinthians Paulista       |
| 4    | Joffre Guerrón            | Tigres UANL Monterrey         |
| 4    | Leandro Damião            | Cruzeiro EC                   |
| 4    | Diego Milito              | Racing Club de Avellaneda     |
| 4    | Rodrigo Mora              | River Plate                   |
| 4    | Wilson Morelo             | Independiente Santa Fe Bogota |
| 4    | Carlos Andrés Sánchez     | River Plate                   |
| 4    | Rafael Sóbis              | Tigres UANL Monterrey         |
| 4    | Luis Carlos Ruiz          | Atlético Nacional             |
| 4    | Zamir Valoyes             | Mineros Guayana               |

## Klasyfikacja
Poniższa tabela ma charakter statystyczny. O kolejności decyduje na pierwszym miejscu osiągnięty etap rozgrywek, a dopiero potem dorobek bramkowo-punktowy. W przypadku klubów, które odpadły w rozgrywkach grupowych o kolejności decyduje najpierw miejsce w tabeli grupy, a dopiero potem liczba zdobytych punktów i bilans bramkowy.
| Poz                                                                       | Klub                               | Mecze | Zw | Rem | Por | Pkt | BrZd | BrStr |
| ------------------------------------------------------------------------- | ---------------------------------- | ----- | -- | --- | --- | --- | ---- | ----- |
| 1                                                                         | River Plate                        | 13    | 5  | 6   | 2   | 21  | 18   | 9     |
| 2                                                                         | Tigres UANL Monterrey              | 14    | 7  | 4   | 3   | 25  | 25   | 16    |
| 3                                                                         | SC Internacional                   | 12    | 7  | 2   | 3   | 23  | 23   | 15    |
| 4                                                                         | Club Guaraní                       | 12    | 5  | 5   | 2   | 20  | 17   | 13    |
| 5                                                                         | Independiente Santa Fe Bogota      | 10    | 6  | 0   | 4   | 18  | 14   | 9     |
| 6                                                                         | Racing Club de Avellaneda          | 10    | 5  | 2   | 3   | 17  | 18   | 10    |
| 7                                                                         | Cruzeiro EC                        | 10    | 5  | 2   | 3   | 17  | 10   | 7     |
| 8                                                                         | Emelec Guayaquil                   | 10    | 5  | 1   | 4   | 16  | 12   | 8     |
| 9                                                                         | Boca Juniors                       | 7     | 6  | 0   | 1   | 18  | 19   | 3     |
| 10                                                                        | SC Corinthians Paulista            | 10    | 5  | 2   | 3   | 17  | 14   | 7     |
| 11                                                                        | Estudiantes La Plata               | 10    | 5  | 1   | 4   | 16  | 13   | 7     |
| 12                                                                        | São Paulo FC                       | 8     | 5  | 0   | 3   | 15  | 10   | 5     |
| 13                                                                        | Atlético Nacional                  | 8     | 4  | 2   | 2   | 14  | 13   | 9     |
| 14                                                                        | Montevideo Wanderers               | 8     | 3  | 2   | 3   | 11  | 11   | 11    |
| 15                                                                        | Universitario Sucre                | 8     | 2  | 4   | 2   | 10  | 6    | 6     |
| 16                                                                        | Clube Atlético Mineiro             | 8     | 3  | 1   | 4   | 10  | 8    | 9     |
| 17                                                                        | Club The Strongest                 | 8     | 4  | 1   | 3   | 13  | 13   | 12    |
| 18                                                                        | CA Huracán                         | 8     | 2  | 5   | 1   | 11  | 10   | 7     |
| 19                                                                        | CD Palestino                       | 8     | 3  | 1   | 4   | 10  | 8    | 8     |
| 20                                                                        | CSD Colo-Colo                      | 6     | 3  | 0   | 3   | 9   | 8    | 9     |
| 21                                                                        | Club Libertad                      | 6     | 2  | 2   | 2   | 8   | 5    | 8     |
| 22                                                                        | Club Sporting Cristal              | 6     | 1  | 4   | 1   | 7   | 6    | 7     |
| 23                                                                        | San Lorenzo de Almagro             | 6     | 2  | 1   | 3   | 7   | 3    | 4     |
| 24                                                                        | Juan Aurich Chiclayo               | 6     | 1  | 3   | 2   | 6   | 9    | 11    |
| 25                                                                        | Táchira San Cristóbal              | 8     | 1  | 4   | 3   | 7   | 10   | 18    |
| 26                                                                        | Atlas Guadalajara                  | 6     | 2  | 0   | 4   | 6   | 4    | 9     |
| 27                                                                        | Mineros Guayana                    | 6     | 1  | 1   | 4   | 4   | 5    | 10    |
| 28                                                                        | Barcelona SC                       | 6     | 1  | 1   | 4   | 4   | 5    | 11    |
| 29                                                                        | CD San José                        | 6     | 1  | 1   | 4   | 4   | 3    | 11    |
| 30                                                                        | Club Universidad de Chile          | 6     | 1  | 0   | 5   | 3   | 7    | 16    |
| 31                                                                        | Danubio FC                         | 6     | 1  | 0   | 5   | 3   | 4    | 14    |
| 32                                                                        | Zamora Barinas                     | 6     | 0  | 0   | 6   | 0   | 3    | 21    |
| 33                                                                        | Club Nacional de Football          | 2     | 1  | 0   | 1   | 3   | 2    | 2     |
| 34                                                                        | Independiente José Terán Sangolquí | 2     | 1  | 0   | 1   | 3   | 1    | 4     |
| 35                                                                        | Cerro Porteño                      | 2     | 0  | 1   | 1   | 1   | 3    | 4     |
| 36                                                                        | Monarcas Morelia                   | 2     | 0  | 1   | 1   | 1   | 1    | 3     |
| 37                                                                        | Once Caldas                        | 2     | 0  | 1   | 1   | 1   | 1    | 5     |
| 38                                                                        | Alianza Lima                       | 2     | 0  | 1   | 1   | 1   | 0    | 4     |
| Podsumowanie: 137 meczów, w tym 31 remisów, 342 bramki – 2,50 bramki/mecz |                                    |       |    |     |     |     |      |       |